# Chalybura
Chalybura  (pluimkolibries) is een geslacht van vogels uit de familie kolibries (Trochilidae) en de geslachtengroep Trochilini (briljantkolibries). Er zijn twee soorten:
- Chalybura buffonii  – Buffons pluimkolibrie
- Chalybura urochrysia  – Bronsstaartpluimkolibrie